# Román Viñoly Barreto
Román Viñoly Barreto (8 d'agost de 1914, Montevideo, Uruguai - 20 d'agost de 1970 Buenos Aires) va ser un director de cinema uruguaià - argentí. Descendent d'una família de pescadors, es va doctorar en Filosofia, va estudiar música i ballet i va fundar un grup de teatre; també va publicar un llibre sobre la vida de Francesc d'Assís. Als 26 anys es va mudar a Buenos Aires i va començar la seva carrera al cinema com a assistent del director Alberto de Zavalía i en 1947 va dirigir la seva primera pel·lícula Estrellita. És el pare de l'arquitecte Rafael Viñoly.
Entre 1947 i 1966 Barreto va dirigir una trentena de films i va escriure els guions d'alguns d'aquests. Entre els seus films es recorda El abuelo (1954) on van actuar estrelles com Enrique Muiño i Metxa Ortiz. El 1965 va obtenir el 1r Premi a la millor pel·lícula argentina en La pèrgola de les flors on van actuar l'artista espanyola Marujita Díaz i el xilè Antonio Prieto.
Va treballar com a director de teatre tant a Uruguai com a Argentina. Va ser també director de televisió durant els últims anys de la seva vida.

## Filmografia
Director
- Villa Delicia: playa de estacionamiento, música ambiental (1966)
- La pérgola de las flores (1965)
- Orden de matar (1965)
- Barcos de papel (1963)
- La familia Falcón (1963)
- Buenas noches, mi amor (1961)
- La potranca (1960)
- Todo el año es Navidad (1960)
- El dinero de Dios (1959)
- Reportaje en el infierno (1959)
- Los dioses ajenos (1958)
- Un centavo de mujer (1958)
- Fantoche (1957)
- El hombre virgen (1956)
- Horizontes de piedra (1956)
- Chico Viola Não Morreu (1955)
- El abuelo (1954)
- El vampiro negro (1953)
- La niña del gato (1953)
- La bestia debe morir (1952)
- Ésta es mi vida (1952)
- La calle junto a la luna (1951)
- Una viuda casi alegre (1950)
- Fangio, el demonio de las pistas (1950)
- Corrientes... calle de ensueños! (1949)
- Con el sudor de tu frente (1949)
- Estrellita (1947)

Guionista
- La potranca (1960)
- Reportaje en el infierno (1959)
- El hombre virgen (1956)
- Horizontes de piedra (1956)
- El vampiro negro (1953)
- La niña del gato (1953)
- La bestia debe morir (1952)
- Fangio, el demonio de las pistas (1950)
- La doctora quiere tangos (1949)

Assistent de direcció
- El hombre que amé (1947)
- El gran amor de Bécquer (1946)

Director de sèries de televisió
- Los suicidios constantes (1961)
- El tinglado de la risa (1970)